# Bob Klose
Bob Klose (nascut Rado Robert Garcia Klose, i també conegut com a Bob Close o Brian Close en diverses publicacions) és un músic anglès nascut el 1945.
Va estudiar arquitectura a la Regent Street Polytechnic de Londres i va ser guitarrista de The Abdabs, un grup de música de Rhythm & Blues iniciat per Roger Waters.
Juntament amb Waters, Barrett, Mason i Wright, van ser els fundadors de The Pink Floyd Sound, on també tocava la guitarra. Però Klose estava interessat en el jazz i el blues més que no pas en el rock psicodèlic influent de Roger Waters i Syd Barrett, qui liderava la banda, fet que el va portar a deixar el grup l'estiu 1965, possiblement deixant algunes gravacions ("Lucy Leave", "I'm a King Bee" entre altres).
Posteriorment, Bob Klose va abandonar la carrera de guitarrista, seguint amb la professió de fotògraf, però després de molts anys, Bob va ser contactat per David Gilmour, i en l'últim disc de Gilmour com a solista, anomenat On an Island (2006), Klose va ser reclutat com a músic col·laborador amb la guitarra.

## Discografia

### AmbPink Floyd[1]
Cançons no editades:
- I'm a King Bee (1965)
- Lucy Leave (1965)

### AmbDavid Gilmour
- On an Island (2006)

### AmbSmith & Mudd
- Blue River (2007)